# Бутуханова, Екатерина Гавриловна
Бутуханова Екатерина Гавриловна (1920 — ?) — медсестра, сержант административной службы, участница Великой Отечественной войны, награждена боевыми орденами.

## Биография
Бутуханова Екатерина Гавриловна родилась в 1920 году в с. Баядай, Эхирит-Булагатском р-не, Бурят-Монгольский НО, Иркутская обл. Воевала в 64 штурмовой авиационном полку. 5 марта 1945 года была награждена медалью "За боевые заслуги". В личном фонде Музея истории Бурятии им. Хангалова республиканского архива хранятся ее фронтовые воспоминания.  

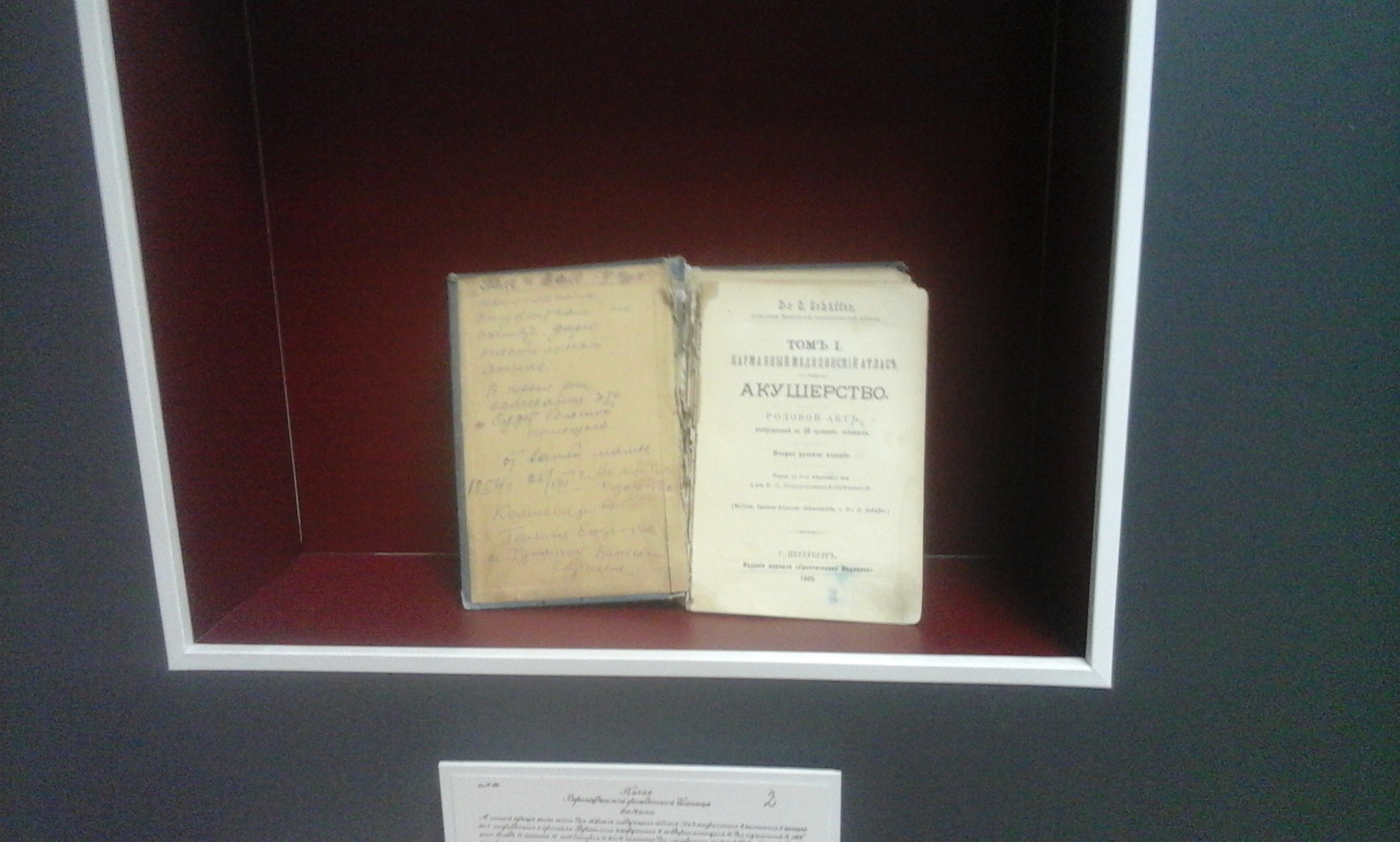
Медицинский справочник